# Ronde van Drenthe 2017
De 55e editie (voor mannen) van de wielerwedstrijd Ronde van Drenthe werd gehouden op 11 maart 2017. De start en finish vonden plaats in Hoogeveen. De wedstrijd maakte deel uit van de UCI Europe Tour 2017, in de categorie 1.1. Titelhouder was de Nederlander Jesper Asselman.

## Mannen

### Uitslag
| Plaats  | Naam                 | Ploeg                        | Tijd     |
| ------- | -------------------- | ---------------------------- | -------- |
| Winnaar | Jan-Willem van Schip | Delta Cycling Rotterdam      | 4u48'55" |
| 2       | Twan Castelijns      | Team LottoNL-Jumbo           | z.t.     |
| 3       | Jasper De Buyst      | Lotto Soudal                 | +11"     |
| 4       | Adam Blythe          | Aqua Blue Sport              | z.t.     |
| 5       | Elmar Reinders       | Roompot-Nederlandse Loterij  | z.t.     |
| 6       | Danilo Napolitano    | Wanty-Groupe Gobert          | z.t.     |
| 7       | Chris Opie           | BIKE Channel Canyon          | z.t.     |
| 8       | Twan Brusselman      | Destil-Jo Piels Cycling Team | z.t.     |
| 9       | Maxime Farazijn      | Sport Vlaanderen-Baloise     | z.t.     |
| 10      | František Sisr       | CCC Sprandi Polkowice        | z.t.     |

## Vrouwen
De wedstrijd voor vrouwen was aan de 19e editie toe. Net als in 2016, maakte de Ronde van Drenthe ook in 2017 deel uit van de Women's World Tour. De start en finish vonden plaats in Hoogeveen. Net als het jaar ervoor sprintte een kopgroep van vier rensters om de zege; wereldkampioene Amalie Dideriksen won deze sprint voor Elena Cecchini en Lucinda Brand. WorldTour-leidster Elisa Longo Borghini werd vierde en behield daarmee de leiderstrui.

### Deelnemende ploegen
| UCI Women's Teams                  | UCI Women's Teams           | UCI Women's Teams |
| ---------------------------------- | --------------------------- | ----------------- |
| Alé Cipollini                      | Lares-Waowdeals             |                   |
| Boels Dolmans                      | Lensworld-Kuota             |                   |
| BTC City Ljubljana                 | Lotto Soudal Ladies         |                   |
| Canyon-SRAM                        | Orica-Scott                 |                   |
| Cervélo-Bigla                      | Parkhotel Valkenburg-Destil |                   |
| Colavita-Bianchi                   | Team Sunweb                 |                   |
| Cylance                            | Team TIBCO-SVB              |                   |
| Drops Cycling Team                 | Team VéloCONCEPT            |                   |
| FDJ Nouvelle-Aquitaine Futuroscope | Wiggle High5                |                   |
| Hitec Products                     | WM3 Pro Cycling             |                   |

### Uitslag
| Plaats  | Naam                 | Ploeg                              | Tijd     |
| ------- | -------------------- | ---------------------------------- | -------- |
| Winnaar | Amalie Dideriksen    | Boels Dolmans                      | 3u51'17" |
| 2       | Elena Cecchini       | Canyon-SRAM                        | z.t.     |
| 3       | Lucinda Brand        | Team Sunweb                        | z.t.     |
| 4       | Elisa Longo Borghini | Wiggle High5                       | + 2"     |
| 5       | Annemiek van Vleuten | Orica-Scott                        | + 7"     |
| 6       | Jolien D'Hoore       | Wiggle High5                       | + 9"     |
| 7       | Marianne Vos         | WM3 Pro Cycling                    | z.t.     |
| 8       | Alice Barnes         | Drops Cycling Team                 | z.t.     |
| 9       | Chantal Blaak        | Boels Dolmans                      | z.t.     |
| 10      | Chloe Hosking        | Alé Cipollini                      | z.t.     |
| 11      | Jip van den Bos      | Boels Dolmans                      | + 12"    |
| 12      | Ellen van Dijk       | Team Sunweb                        | + 2'04"  |
| 13      | Hannah Barnes        | Canyon-SRAM                        | + 2'12"  |
| 14      | Amy Pieters          | Boels Dolmans                      | z.t.     |
| 15      | Anna van der Breggen | Boels Dolmans                      | z.t.     |
| 16      | Lotta Lepistö        | Cervélo-Bigla                      | + 5'57"  |
| 17      | Lisa Klein           | Cervélo-Bigla                      | z.t.     |
| 18      | Nina Kessler         | Lensworld-Kuota                    | z.t.     |
| 19      | Roxane Fournier      | FDJ Nouvelle-Aquitaine Futuroscope | z.t.     |
| 20      | Kirsten Wild         | Cylance Pro Cycling                | z.t.     |
|         |                      |                                    |          |
| 25      | Lotte Kopecky        | Lotto Soudal Ladies                | z.t.     |

1960 · 1961 · 1962 · 1963 · 1964 · 1965 · 1966 · 1967 · 1968 · 1969 · 1970 · 1971 · 1972 · 1973 · 1974 · 1975 · 1976 · 1977 · 1978 · 1979 · 1980 · 1981 · 1982 · 1983 · 1984 · 1985 · 1986 · 1987 · 1988 · 1989 · 1990 · 1991 · 1992 · 1993 · 1994 · 1995 · 1996 · 1997 · 1998 · 1999 · 2000 · 2001 · 2002 · 2003 · 2004 · 2005 · 2006 · 2007 · 2008 · 2009 · 2010 · 2011 · 2012 · 2013 · 2014 · 2015 · 2016 · 2017 · 2018 · 2019 · 2020 · 2021 · 2022 · 2023 · 2024 · 2025
 Strade Bianche ·
 Ronde van Drenthe ·
 Trofeo Alfredo Binda-Comune di Cittiglio ·
 Gent-Wevelgem ·
 Ronde van Vlaanderen ·
 Amstel Gold Race ·
 Waalse Pijl ·
 Luik-Bastenaken-Luik ·
 Ronde van Chongming ·
 Ronde van Californië ·
 The Women's Tour ·
 Ronde van Italië voor vrouwen ·
 La Course by Le Tour de France ·
 RideLondon Classic ·
 Open de Suède Vårgårda ·
 Ronde van Noorwegen ·
 Bretagne Classic ·
 Boels Rental Ladies Tour ·
 La Madrid Challenge by La Vuelta